# David Stockman
David Alan Stockman (ur. 10 listopada 1946 w Fort Hood w Teksasie) – amerykański polityk i przedsiębiorca, z ramienia Partii Republikańskiej członek Izby Reprezentantów USA z Michigan (1977-1981), dyrektor Biura Zarządzania i Budżetu (OMB) przy prezydencie Ronaldzie Reaganie (1981-1985).

## Życiorys

### Młodość, edukacja
David Alan Stockman urodził się w Fort Hood w Teksasie jako syn rolnika Allena Stockmana i Carol (z domu Bartz). Ma niemieckie korzenie, nazwisko jego rodziny w oryginalnym brzmieniu to „Stockmann”. Wychowany był w konserwatywnej rodzinie, jego dziadek, William Bartz, był republikańskim skarbnikiem hrabstwa przez 30 lat. Stockman kształcił się w szkołach publicznych w Stevensville (Michigan). Ukończył Lakeshore High School w 1964 roku. Studiował historię na Uniwersytecie Stanowym Michigan (dyplom – 1968), a następnie teologię na Uniwersytecie Harvarda (1968-1970).

### Kariera polityczna
Służył jako specjalny asystent (1970-72) Johna Andersona, kongresmena i kandydata na prezydenta USA w 1980 r. z Illinois, a w latach 1972–1975 był dyrektorem wykonawczym Konferencji Republikanów amerykańskiej Izby Reprezentantów.
David Stockman był członkiem Izby Reprezentantów od 3 stycznia 1977 roku do 21 stycznia 1981 roku, kiedy zrezygnował, aby objąć funkcję dyrektora Biura Zarządzania i Budżetu (OMB) przy nowo wybranym prezydencie USA Ronaldzie Reaganie.
Stockman był jednym z najbardziej kontrowersyjnych dyrektorów OMB, zyskał w tym okresie pseudonim „Ojciec Reaganomiki”. Zrezygnował z pełnienia funkcji dyrektora w sierpniu 1985 roku. Jako zaangażowany w rozwój doktryny ekonomii podaży, brał udział w procesie ustawodawczym „budżetu Reagana” (Ustawa Gramma-Latty), który miał na celu zredukować zasięg „państwa opiekuńczego”. W ten sposób zyskał reputację jako twardy negocjator w stosunkach ze spikerem kontrolowanej przez Demokratów Izby Reprezentantów Tipem O’Neillem oraz liderem większości kontrolowanego przez Republikanów Senatu Howardem Bakerem. W czasie pełnienia wysokiej funkcji w administracji Reagana, Stockman stał się znany opinii publicznej jako uczestnik gorących sporów politycznych dotyczących roli rządu federalnego wobec społeczeństwa amerykańskiego.

### Kariera biznesowa
Po odejściu z rządu, David Stockman rozpoczął pracę w banku inwestycyjnym z Wall Street – Salomon Brothers. Wkrótce stał się partnerem prywatnej nowojorskiej firmy inwestycyjnej Blackstone Group. Jego decyzje z okresu pracy w Blackston miały mieszane skutki, niektóre inwestycje były bardzo udane, np. American Axle, ale nie brakowało niepowodzeń, takich jak Haynes International and Republic Technologies.:144-147 W 1999 roku, kiedy CEO Stephen A. Schwarzman zawęził jego udział w zarządzaniu inwestycjami, które sam nadzorował,:146 Stockman opuścił Blackstone, aby założyć swoją własną firmę inwestycyjną, Heartland Industrial Partners L. P. z siedzibą w Greenwich, w stanie Connecticut.
Ze względu na dokonania Stockmana z Blackstone, on i jego partnerzy otrzymali 1,3 mld z tytułu akcji od inwestorów. Pod przewodnictwem Stockmana Heartland prowadził stosował strategię inwestycyjną odwrotną do innych spółek (inwestor działający w ten sposób określany jest mianem contrarian), kupując pakiety akcji kontrolujące spółki z sektorów gospodarki amerykańskiej o najmniejszych zyskach: produkcja części samochodowych i tekstyliów. Dzięki kredytom zaciągniętym na Wall Street w wysokości 9 mld dolarów, Heartland dokonało ponad 20 transakcji w ciągu niecałych 2 lat, aby utworzyć cztery spółki portfelowe: Springs Industries, Metaldyne, Collins & Aikman oraz TriMas. Jednak kilka dużych inwestycji zakończyło się fiaskiem. Collins & Aikman ogłosiło upadłość w 2005 roku, a kiedy Heartland sprzedał Metaldyne do Asahi Tec Corp. w 2006, stracił prawie $340 mln zainwestowanych środków.

#### Collins & Aikman Corp.
W sierpniu 2003 roku, Stockman został CEO Collins & Aikman Cororation., producenta elementów wnętrz samochodowych. Opuścił to stanowisko kilka dni przed ogłoszeniem przez firmę upadłości 17 maja 2005 roku.
David Stockman był oskarżany o zmierzające do oszustwa manipulacje oraz inne działania podejmowane jako dyrektor C&A. Stockman poniósł ostatecznie straty ponad $13 mln.
W komunikacie zamieszczonym na stronie internetowej jego kancelarii stwierdzono, iż firma upadła ze względu na pogorszenie się stanu sektora przemysłu, nie zaś z powodu oszustwa. 9 stycznia 2009, prokuratura ogłosiła, że nie zamierza postępować przeciw Stockmanowi w tej sprawie.

### Publicystyka
W marcu 2014 roku Stockman uruchomił internetowy dziennik David Stockman Contra Corner zawierający artykuły jego autorstwa, jak również innych wiodących myślicieli o często kontrowersyjnych, przeciwnych w stosunku do powszechnych opinii poglądach w sprawach geopolityki, gospodarki i finansów.

## Działalność w administracji Reagana
Budżet w ostatnim roku finansowym prezydentury Jimmy’ego Cartera zakładał 79 mld dolarów deficytu oraz dług publiczny brutto na poziomie $907.701.000.000 (według stanu na dzień 30 września 1980), przewidziane na okres do 1 października 1981, czyli pierwszy rok urzędowania Ronalda Reagana jako prezydenta, a Davida Stockmana jako dyrektora Biura Zarządzania i Budżetu. Do tego czasu dług publiczny wzrósł do 1 bln dolarów.
Do 30 września 1985 roku, przez cztery i pół roku administracji Reagana i wkrótce po rezygnacji Stockmana ze stanowiska w OMB w sierpniu, dług rządu federalnego brutto wzrósł do $1,8 bln. Biuro Zarządzania i Budżetu z lat 1981–1985 podjęło negocjacje z Senatem i Izbą dotyczące budżetu następnego roku finansowego, w wyniku którego dług publiczny wyniósł $2,1 biliona na koniec tego okresu – 30 września 1986 roku. Był to początek reaganomiki.
W 1981 roku Stockman otrzymał nagrodę im. Samuela S. Bearda dla osoby o największych osiągnięciach w służbie publicznej w wieku do 35 lat; nagroda przyznawana jest corocznie w ramach Jefferson Awards.

## Życie osobiste
Stockman mieszka w Upper East Side w Nowym Jorku. Jest żonaty z Jennifer Blei Stockman, jest ojcem dwójki dzieci – Rachel i Victorii. Jennifer Blei Stockman jest byłą przewodniczącą Republikańskiej Większości za Wyborem (oraganizacji gromadzącej osoby związane z Partią Republikańską jednocześnie opowiadające się za wolnym dostępem do aborcji), pełni także funkcję prezesa rady nadzorczej Fundacji Solomona Guggenheima. W 2013 roku Jennifer Stockman (jako amicus curiae) podpisała ekspertyzę skierowaną do Sądu Najwyższego formułujące stanowisko za legalizacją małżeństw tej samej płci.

## Cytaty
„(Pomoc socjalna) musi podlegać weryfikacji dochodów. Również Medicare wymaga weryfikacji dochodów... Niech wprowadzone przez Busha obniżki podatków wygasną. Niech zyski kapitałowe wrócą do tego samego poziomu, co zwykły dochód.”
„Partia Republikańska całkowicie porzuciła swoje zobowiązanie wobec naszej demokracji, którym jest pełnienie funkcji strażnika dyscypliny finansowej i odpowiedzialności. Prowadzą antypodatkowy dżihad na rzecz zamożnych klas”.
„Inwestuję we wszystko, czego Bernanke nie może zniszczyć, w tym złoto, groszek, fasolę, wodę w butelkach oraz baterie do latarek.”
„Partia Republikańska została porwana przez współczesnych imperialistów w czasach Reagana. W konsekwencji partia nie może pełnić swojej naturalnej funkcji, jaką jest stróż publicznego portfela, bo stale szuka działań legislacyjnych w celu zapewnienia rozwoju gigantycznej maszyny inwazji i okupacji”.

## Publikacje
- David Stockman, The Reagan Economic Plan, 1981
- David Stockman, The Triumph of Politics: Why the Reagan Revolution Failed, Harper i Rowe, 1986, ISBN w 978-0060155605
- David Stockman, The Great Deformation: The Corruption of Capitalism in America, PublicAffairs, 2013; wyd. polskie: Wielka deformacja, czyli jak skorumpowano amerykański kapitalizm, tłum. Jerzy Strzelecki, Fijorr Publishing, 2014; ISBN 978-1586489120